# Нимвегенские мирные договоры
Нимвегенские мирные договоры — ряд мирных договоров, заключённых в 1678—1679 годах в нидерландском городе Нимвегене для завершения Голландской войны 1672—1678 годов. В частности, были подписаны:
- 11 августа 1678 года: мирный договор между Францией и Республикой Соединённых Провинций
- 17 сентября 1678 года: мирный договор между Францией и Испанией
- 5 февраля 1679 года: между Францией и Священной Римской империей
- 5 февраля 1679 года: между Швецией и Священной Римской империей
- 19 марта 1679 года: между Швецией и Мюнстером
- 2 октября 1679 года: между Швецией и Республикой Соединённых Провинций

Договоры предусматривали:
- Возврат Республике Соединённых Провинций всех занятых французами территорий в обмен на гарантии нейтральности по отношению к Франции и Швеции.
- Выпрямления границ во Фландрии
- Передача Франции Эльзаса, Лотарингии, герцогства Бульон, Фрайбурга и некоторых других немецких территорий по обе стороны Рейна.
- Передача Франции пограничных испанских земель, а также графства Франш-Конте, что являлось ревизией Первого аахенского договора.
- отказ мюнстерских войск от участия в датско-шведской войне (на стороне Дании)

## История
Переговоры начались в Нимвегене еще в 1676 году, но из-за всевозможных проволочек этикета, бюрократии и продолжающихся военных действий шли вяло и носили формальный характер. Торговцы и влиятельные финансисты Голландии требовали мира, в то время как Вильгельм III Оранский желал продолжить войну с Францией и стремился заключить союз с Англией, тем самым желая втянуть её в конфликт на своей стороне. Взаимные упреки и претензии других сторон конфликта (Испания, Священная Римская Империя, Швеция и др.) также усложняли ситуацию. Долгие годы войны отрицательно сказались и на положении Франции, в которой разразился экономический кризис. Теперь уже и Людовик XIV желал мира и предлагал всяческие уступки противникам в Нимвегене.
Чтобы настоять на мире и прекратить склоки и распри на переговорах, Людовик устраивает демонстрацию силы: армия короля стремительно захватывает Гент и Ипр в марте 1678 года, что поставило Испанские Нидерланды на колени. Таким образом войска короля вышли на расстояние одного перехода до Антверпена а далее — и до Амстердама. Голландцы, испугавшись этой военной провокации, соглашаются вести переговоры. Уверенный в своем силовом преимуществе над противниками, Людовик XIV диктует свои условия мира.
10 августа 1678 года был заключен мирный договор с Соединенными Провинциями, которым возвращались все их земли, включая Маастрихт, урегулировались также торговые взаимоотношения на равных началах. Испания уступает Франции Камбре, Франш-Конте, Валансьенн и Мобеж, Ипр, Кассель, Эр, Сент-Омер. В обмен Франция возвращает захваченные во время войны Шарлеруа, Ауденарде, Куртре, Гент.
Император Леопольд I подписывает мир лишь 5 февраля 1679 года. Он уступает Франции Фрайбург, но сохраняет Филиппсбург. В качестве гарантии этого соглашения Франция забирает себе Лотарингию.
Курфюрст Бранденбурга Фридрих Вильгельм I вынужден подписать мир в Сен-Жермене 29 июня 1679 года.
Испания и Священная Римская империя изначально не собирались делать такие серьёзные уступки, однако после одностороннего заключения мира Нидерландами были вынуждены пойти на эти шаги. Нимвегенские мирные договоры ознаменовали зенит власти «короля-солнце» Людовика XIV.